# Нумеричка математика
Нумеричка математика се бави проучавањем бројева и бројчаних (нумеричких), израза, односа, и решења у математици. Нумеричка математика се може поделити на области:
- Теорија бројева.
- Нумеричка анализа, где спадају:
  - Интерполација;
  - Апроксимација функција;
  - Нумеричка диференцијација;
  - Нумеричка интеграција;
  - Итерација;
  - Гаусова елиминација, те Гаус-Зајделова метода решавања система линеарних једначина;
  - Рунге-Кута метода у нумеричком решавању диференцијалних једначина;
  - Решавање интегралних једначина (разликовати од интеграција);
  - Оптимизација.